# Greienmühle
Greienmühle ist ein Gemeindeteil der Stadt Höchstadt an der Aisch im Landkreis Erlangen-Höchstadt (Mittelfranken, Bayern). Greienmühle liegt in der Gemarkung Sterpersdorf.

## Geografie
Die Einöde liegt am rechten Ufer der Aisch. Gegenüber mündet der Krummbach in die Aisch. Im Südwesten liegt die Flur Schelleite. Ein Anliegerweg führt zu einer Gemeindeverbindungsstraße (0,1 km südlich), die nach Greiendorf (0,7 km südwestlich) bzw. zur Bundesstraße 470 beim Höchstadter Gewerbegebiet verläuft (0,6 km nordöstlich).

## Geschichte
Gegen Ende des 18. Jahrhunderts gehörte die Greienmühle zur Realgemeinde Greiendorf. Das Hochgericht übte das bambergische Centamt Höchstadt aus. Grundherr des Anwesens war das Kastenamt Höchstadt.
Im Rahmen des Gemeindeedikts wurde Greienmühle dem 1808 gebildeten Steuerdistrikt Sterpersdorf und der 1818 gegründeten Ruralgemeinde Sterpersdorf zugewiesen.
Am 1. Mai 1978 wurde Greienmühle im Zuge der Gebietsreform in die Stadt Höchstadt an der Aisch eingegliedert.

### Baudenkmäler
- Haus Nr. 1: Wassermühle mit Scheune
- Bildstock

### Einwohnerentwicklung
| Jahr      | 001819 | 001861 | 001871 | 001885 | 001900 | 001925 | 001950 | 001961 | 001970 | 001987 |
| Einwohner | *      | 9      | 16     | 7      | 9      | 7      | 12     | 7      | 4      | 9      |
| Häuser    |        |        |        | 2      | 2      | 2      | 1      | 1      |        | 2      |
| Quelle    | [ 8 ]  | [ 9 ]  | [ 10 ] | [ 11 ] | [ 12 ] | [ 13 ] | [ 14 ] | [ 15 ] | [ 16 ] | [ 1 ]  |

## Religion
Der Ort ist römisch-katholisch geprägt und war ursprünglich nach St. Georg (Höchstadt an der Aisch) gepfarrt, seit Anfang des 20. Jahrhunderts ist die Pfarrei St. Vitus (Sterpersdorf) zuständig. Die Einwohner evangelisch-lutherischer Konfession sind nach St. Oswald (Lonnerstadt) gepfarrt.